# Молдовски език
Молдовски език е официалното име на румънския език, използвано по политически причини от правителството на Република Молдова. Разликата между румънския и молдовския се оспорва и от водещи молдовски лингвисти, като основната разлика е голямото количество навлезли русизми в молдовския език през периода, в който страната е част от СССР.
Макар че в Конституцията на Република Молдова официалният език на страната е определен като молдовски, наименованието на езика, който се изучава днес в средните и висши училища – с изключение на част от училищата в Приднестровието, е румънски.

## Азбука
При създаването на Молдовската АССР през 1924 г. се въвежда изписването на езика на кирилица.
През 30-те години на XX век държавната политика на Съветския съюз се променя в посока сближаване на молдовската култура с румънската с цел вливане на Румъния в съюза. Едно от средствата е преминаване към изписване на латиница. Появяват се защитници на кирилицата, наричани „самобитници“ в противовес на „румънизаторите“.
През 1989 г. Република Молдова се връща към употреба на румънската латиница с тенденция към постепенно отпадане на кирилицата от двойната употреба. Кирилицата е запазена като официално изписване в отцепилата се и непризната Приднестровска молдовска република.